# Agustí Farré
Agustí Farré és un periodista català. Va treballar a Televisió Espanyola com a redactor i presentador de programes informatius, tasca que també realitzaria a Radio Nacional de España, on durant alguns anys es va encarregar d'elaborar els informatius diaris en català. Posteriorment, va ser director general de Mitjans de Comunicació de la Generalitat de Catalunya, des d'on es va ocupar del projecte de creació de la televisió i ràdio públiques catalanes entre 1980 i 1982. Va tornar a la ràdio estatal per ser director dels serveis informatius a Catalunya de Radiocadena Española. El 1984 va ser nomenat director de Catalunya Ràdio. Entre desembre de 1987 i 1988 va ser director del Centre de Producció de Programes i delegat territorial de Televisió Espanyola a Catalunya. El 1988 va ser nomenat director de la nova Radio Nacional de España, fruit de la fusió de RNE i Radiocadena Española, càrrec que ocuparia fins a l'any següent. També ha ocupat diversos càrrecs en l'àmbit de l'empresa privada.